# 혼다 다다즈미
혼다 다다즈미(일본어: 本多忠純)는 시모쓰케 에노모토 번 초대 번주이다. 혼다 마사노부의 삼남. 다다즈미의 장남 다다쓰구가 요절하여 둘째 형 마사시게의 차남 혼다 마사모로를 양자로 들였다.
|  | 제1대 에노모토 번 번주 (혼다 야하치로가) 1605년 ~ 1631년 | 후임 혼다 마사모로 |